# Французская академия в Риме

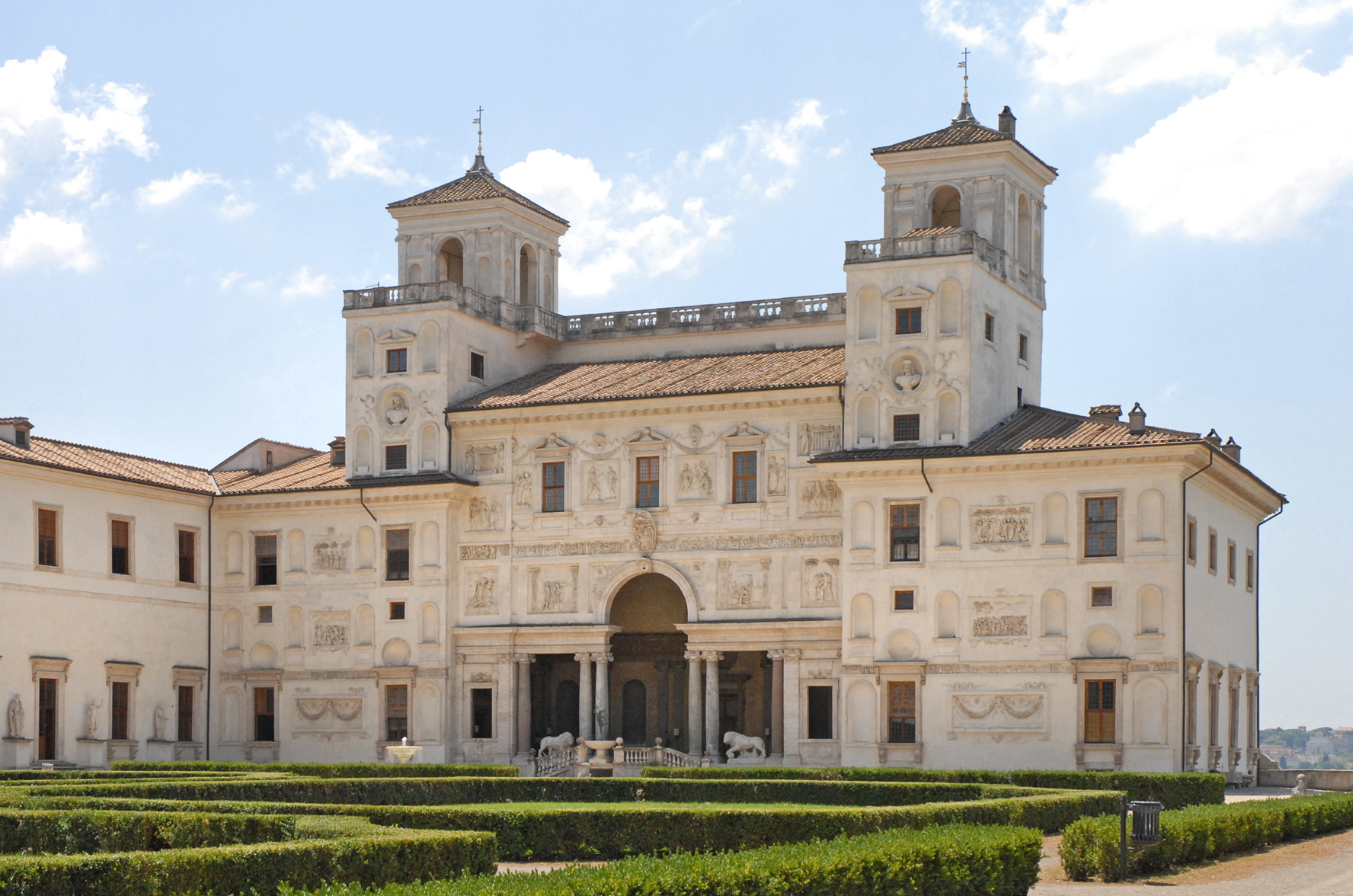
Вилла Медичи. Рим. Вид со стороны парка.

Французская академия в Риме (фр. Académie de France à Rome) — французская академия искусств на вилле Медичи, на холме Пинчо в Риме.

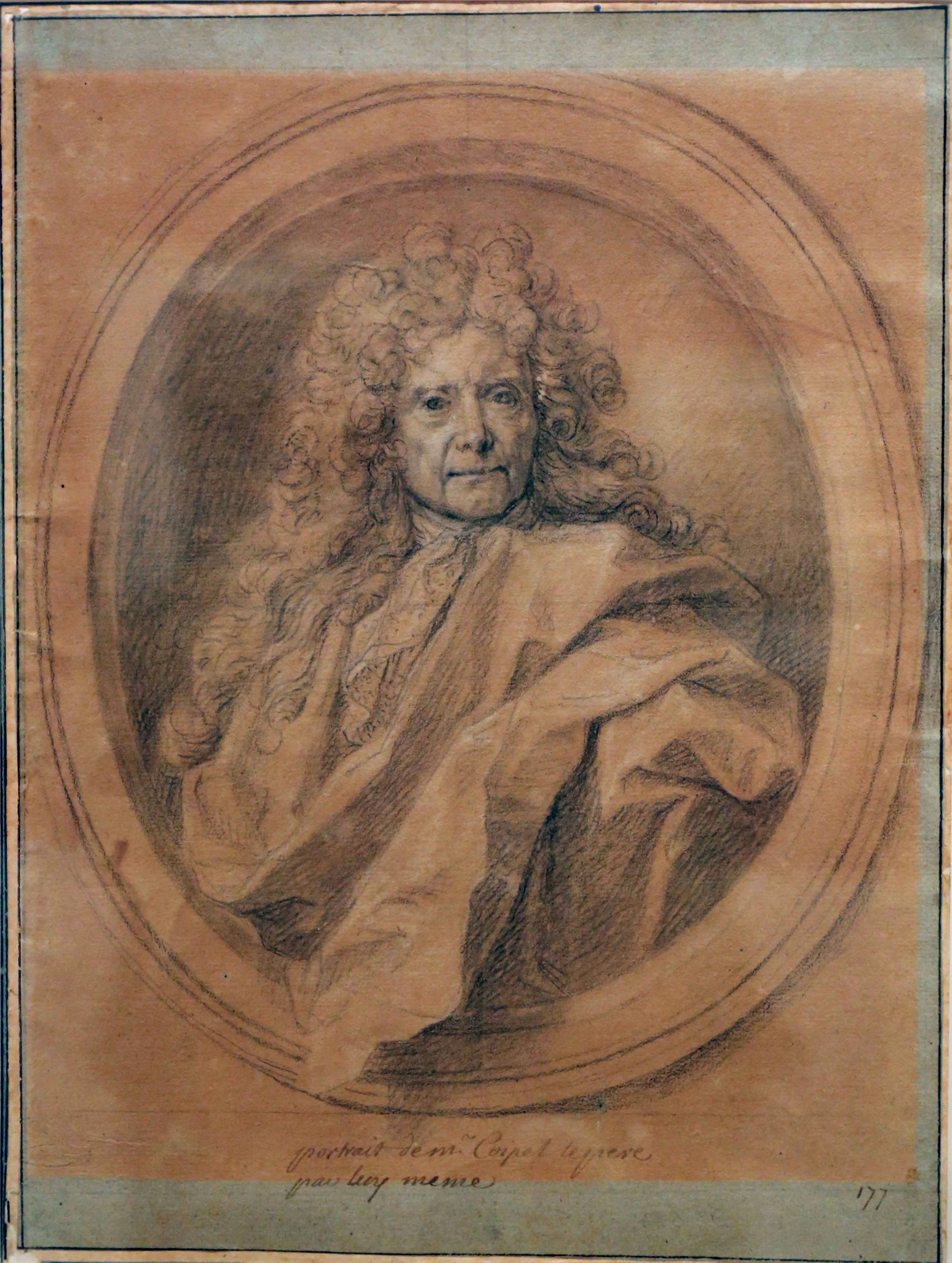
Ноэль Куапель. Автопортрет. Директор Французской академии в Риме в 1673-1675 годах

## История
Академия основана во дворце Капраника (итал. Palazzo Capranica) в 1666 году указом французского короля Людовика XIV. В первые годы академию возглавляли придворные художники Шарль Эррар и Ноэль Куапель. С XVII по XIX века Академия являлась вершиной обучения для избранных французских художников, выигравших престижную Римскую премию (фр. Prix de Rome). Победители награждались обучением в течение 3, 4, или 5 лет (в зависимости от дисциплины) в Вечном Городе для изучения искусства и архитектуры. Их называли (и называют) пенсионерами Академии (фр. pensionnaires de l'Académie).
До 1737 года Академия размещалась в Палаццо Капраника, а с 1737 по 1793 года — в Палаццо Манчини на улице Корсо. В 1804 году, чтобы обезопасить от возможной революции, Наполеон Бонапарт распорядился переместить Академию на Виллу Медичи. Молодым французским художникам предоставлялись возможности созерцать и копировать шедевры античности или Возрождения, отправляя плоды своего вдохновения обратно в Париж. В 1835—1840 годах академию возглавлял Ж. О. Д. Энгр.
В течение Первой мировой войны Римская премия не вручалась, а во время Второй мировой войны Муссолини отобрал виллу у французов, вынудив пенсионеров перебраться в Ниццу. Окончательно Римская премия была упразднена министром А. Мальро в 1968 году. Владение виллой Медичи парижская Академия изобразительных искусств и Институт Франции передали министерству культуры и Французской республике.
В конце XX века в традиционный круг дисциплин (живопись, скульптура, архитектура, гравировка медалей, гравировка драгоценных камней, музыкальная композиция) были введены новые: история искусства, археология, литература, драматургия, фотография, кино, видео, реставрация, письменность и даже кулинария. На обучение в Академию принимаются уже не на основе конкурса, а по заявке. Длительность обучения варьируется от 6 до 18 месяцев, реже один или два года.

## Директора Французской Академии в Риме
- 1666—1672: Шарль Эррар
- 1673—1675: Ноэль Куапель
- 1675—1684: Шарль Эррар
- 1684—1699: Матье де Ла Тёльер
- 1699—1704: Рене-Антуан Уасс
- 1704—1725: Шарль-Франсуа Поерсон
- 1725—1737: Никола Флёгельс
- 1737—1738: Пьер де Л’Эсташ
- 1738—1751: Жан-Франсуа де Труа.
- 1751—1775: Шарль-Жозеф Натуар
- 1775: Ноэль Халле
- 1775—1781: Жозеф-Мари Вьен
- 1781—1787: Луи Жан Франсуа Лагрене
- 1787—1792: Франсуа-Гийом Менажо
- 1792—1807: Жозеф-Бенуа Суве
- 1807: Пьер-Адриан Пари
- 1807—1816: Гийом Гийон Летьер
- 1816—1823: Шарль Тевенен
- 1823—1828: Пьер-Нарцисс Герен
- 1829—1834: Орас Верне
- 1835—1840: Жан Огюст Доминик Энгр
- 1841—1846: Жан-Виктор Шнец
- 1847—1852: Жан Ало
- 1853—1866: Жан-Виктор Шнец
- 1866—1867: Жозеф-Николя Робер-Флёри
- 1867—1873: Эрнест Эбер
- 1873—1878: Жюль Эжен Ленепве
- 1879—1884: Луи-Николя Кабат
- 1885—1890: Эрнест Эбер
- 1891—1904: Жан-Батист-Клод-Эжен Гийом
- 1905—1913: Шарль-Эмиль-Огюст Дюран, известный как Каролюс-Дюран
- 1913—1921: Альбер Бенар
- 1921—1933: Денис Пуэх
- 1933—1937: Поль-Максимилиан Ландовски
- 1937—1960: Жак Ибер
- 1961—1977: граф Бальтазар Клоссовский де Рола, известный как Бальтюс
- 1977—1984: Жан Леймари
- 1985—1994: Жан-Мари Дро
- 1994—1997: Пьер-Жан Ангреми, он же Пьер-Жан Реми
- 1997—2002: Бруно Расин
- 2002—2008: Ричард Педуцци
- 2008—2009: Фредерик Миттеран
- 2009—2015: Эрик де Часси
- 2015—2018: Мюриэл Майетт-Хольц
- 2018—2020: Стефан Гайяр
- с 2020 года: Сэм Стурдзе